# Fischer Ágoston (pap)
Fischer Ágoston (Tamási, 1819. január 20. – Feldebrő, 1873. augusztus 25.) katolikus pap.

## Élete
Iskoláit különböző helyeken végezte, s 1856-ban az egri papnevelő intézetbe került. 1842-ben szentelték fel, és mint kunhegyesi káplán kezdte működését; majd Sarudra ment, ahonnan több ízben nagyobb utazásokat tett, különösen az olasz városokat kereste fel, tanulmányozva azok műkincseit, és elsajátította az olasz nyelvet. Utóbb Kápolnán és Miskolcon lelkészkedett. 1849-ben siroki plébános lett; innen 1858-ban a gróf Károlyi család kegyurasága alatt levő feldebrői plébániára költözött.

## Munkái
A különböző egyházi lapokban több cikke jelent meg, melyeket névtelenül írt.